# Chrysotoxum cisalpinum
Chrysotoxum cisalpinum es una especie de mosca sírfida. Se distribuyen por el Paleártico en Eurasia.